# Boulevard Auguste-Blanqui
Ne doit pas être confondu avec Rue Auguste-Blanqui.
Le boulevard Auguste-Blanqui est un boulevard du 13e arrondissement de Paris. Il fait partie de l'axe qui relie la place d'Italie à la place Denfert-Rochereau.

## Situation et accès
Long de 1 040 mètres et large de 70 mètres environ, le boulevard Auguste-Blanqui part de la place d'Italie et va jusqu'à la rue de la Santé, à la limite du 14e arrondissement, où il est prolongé par le boulevard Saint-Jacques. Il traverse l'ancienne vallée de la Bièvre dont les deux bras passaient sous le boulevard par des poternes. Une de ces deux poternes existe encore mais l'ancienne rivière détournée dans des égouts à la fin du XIXe siècle n'y coule plus.

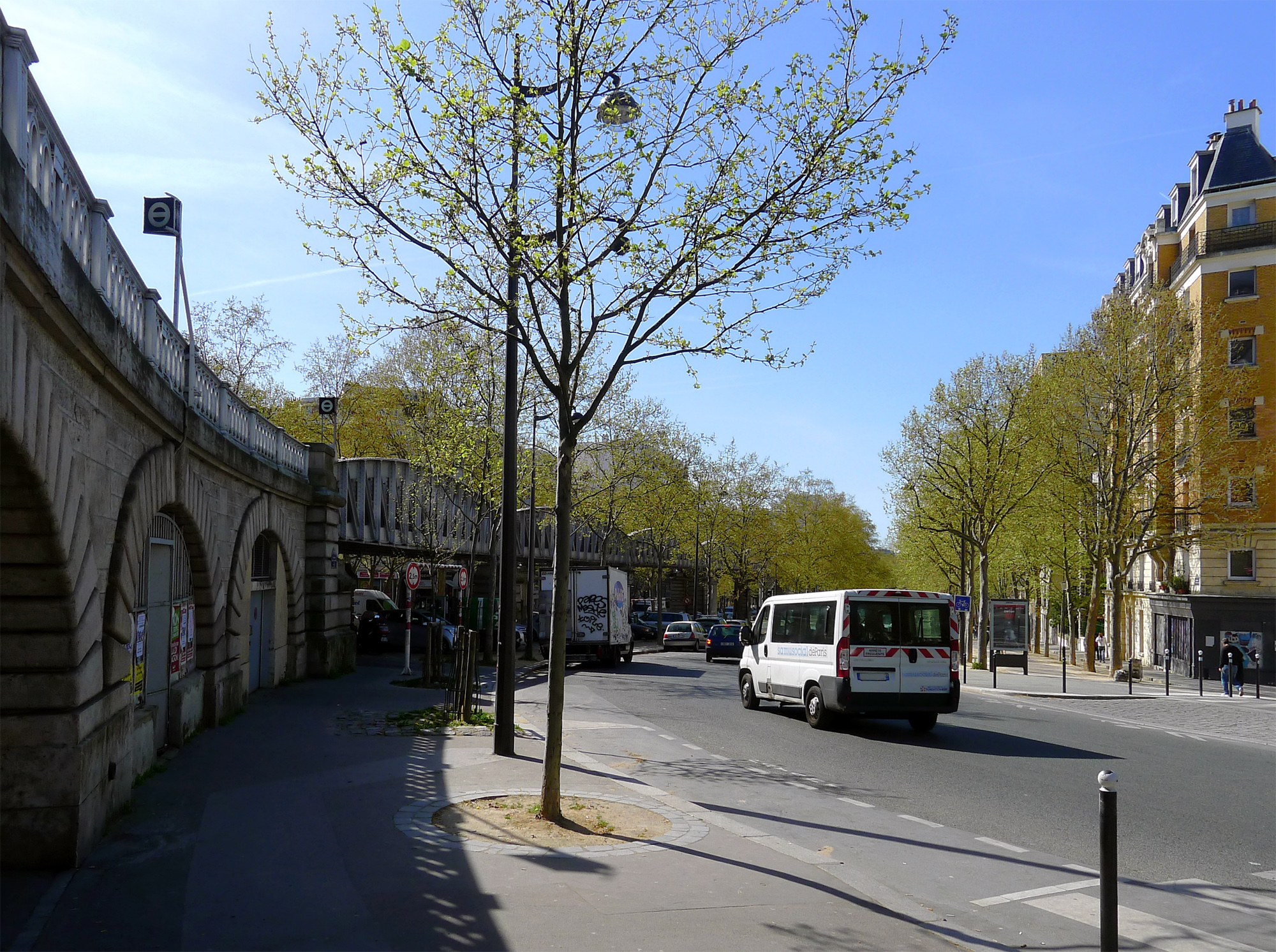
Boulevard Auguste-Blanqui.
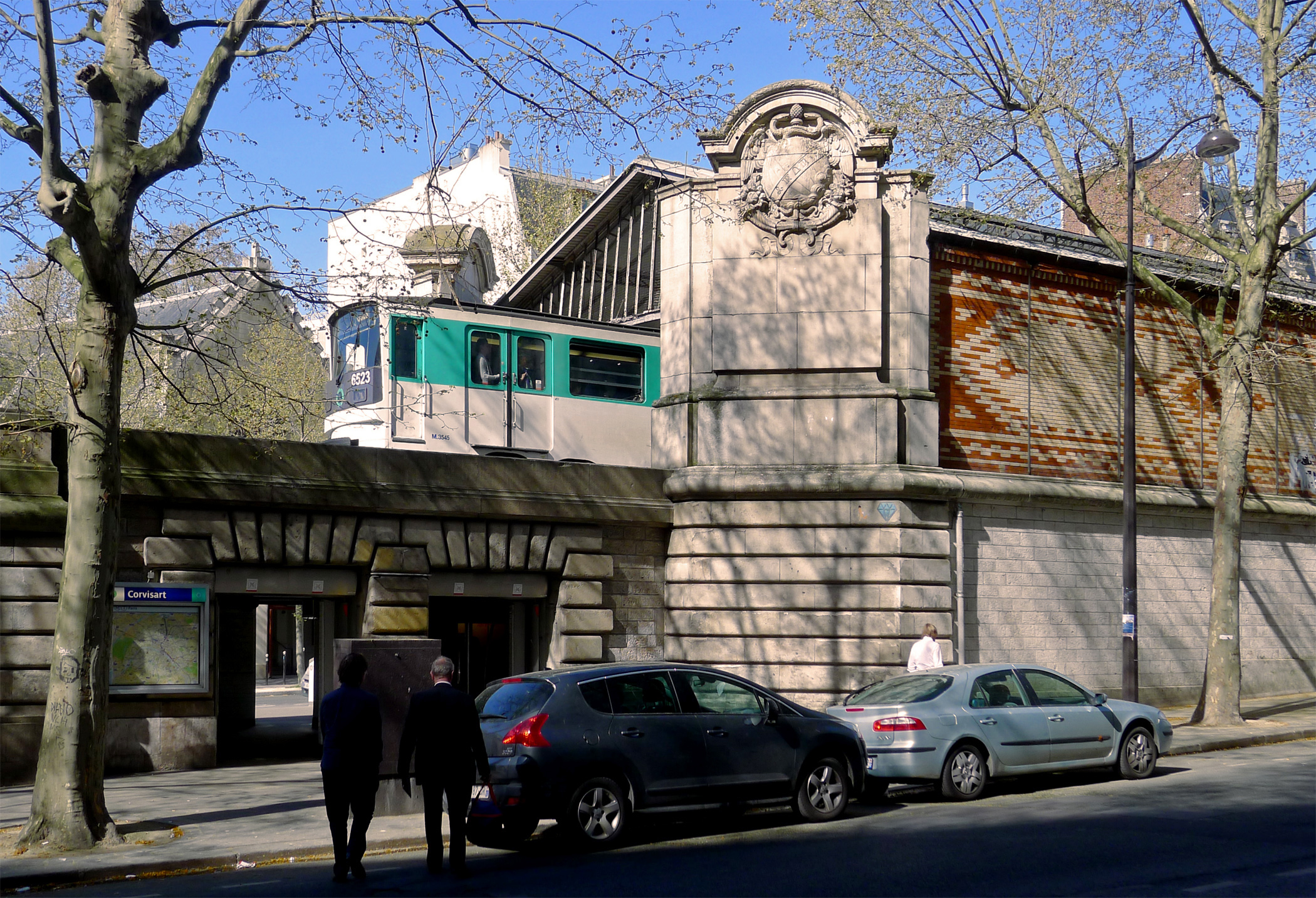
Station de métro Corvisart.

Il est structuré par la ligne 6 du métro qui sépare en deux sa chaussée par des voies aériennes supportées par un viaduc situé sur son terre-plein central. Trois stations de métro se trouvent sur son tracé : en partie la station Place d'Italie (station également desservie par les lignes   ), puis les stations Corvisart et Glacière.

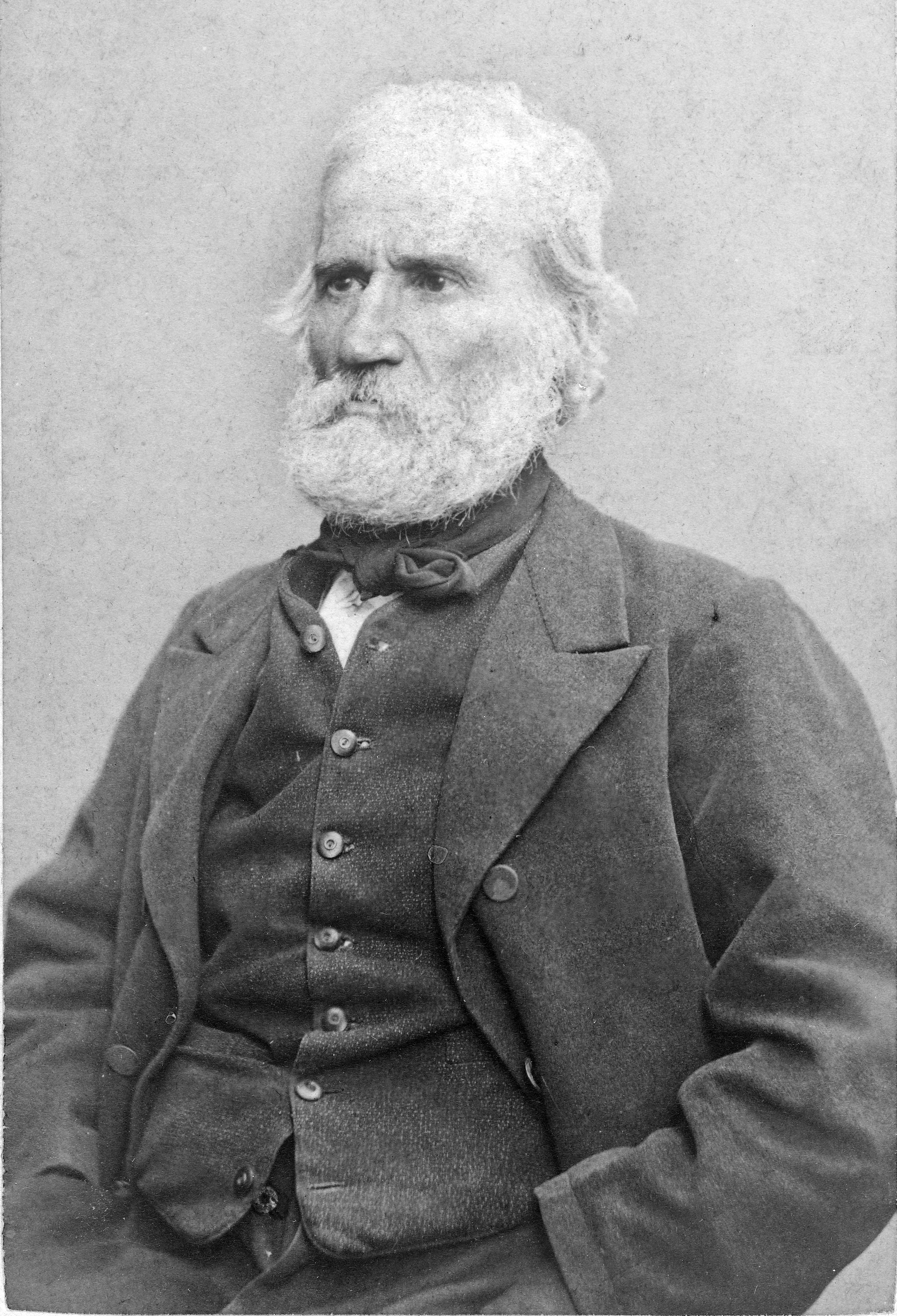
Auguste Blanqui.

## Origine du nom
Le boulevard doit son nom au penseur et révolutionnaire socialiste français Auguste Blanqui (1805-1881).

## Historique
Le boulevard occupe l'emplacement de l'ancien boulevard du Midi réalisé au début des années 1760 dont le parcours fut repris en 1784 par le mur des Fermiers généraux. Il possède son aspect actuel depuis l'extension de Paris et la destruction de ce mur dans les années 1860. Auparavant, deux boulevards longeaient le mur :
- à l'extérieur, le « boulevard d'Italie » entre la place d'Italie et la rue de la Glacière ;
  - mais « boulevard de la Glacière » au-delà de la rue de la Glacière ;
- à l'intérieur, « boulevard des Gobelins », entre la place d'Italie et la rue de la Glacière, qu'il ne faut pas confondre avec l'actuelle avenue des Gobelins qui part elle aussi de la place d'Italie ;
  - mais « boulevard Saint-Jacques » au-delà de la rue de la Glacière.

Lors du siège de Paris de 1870, le boulevard d'Italie fut le lieu départ de plusieurs ballons montés, en particulier les 25 et 30 septembre 1870.

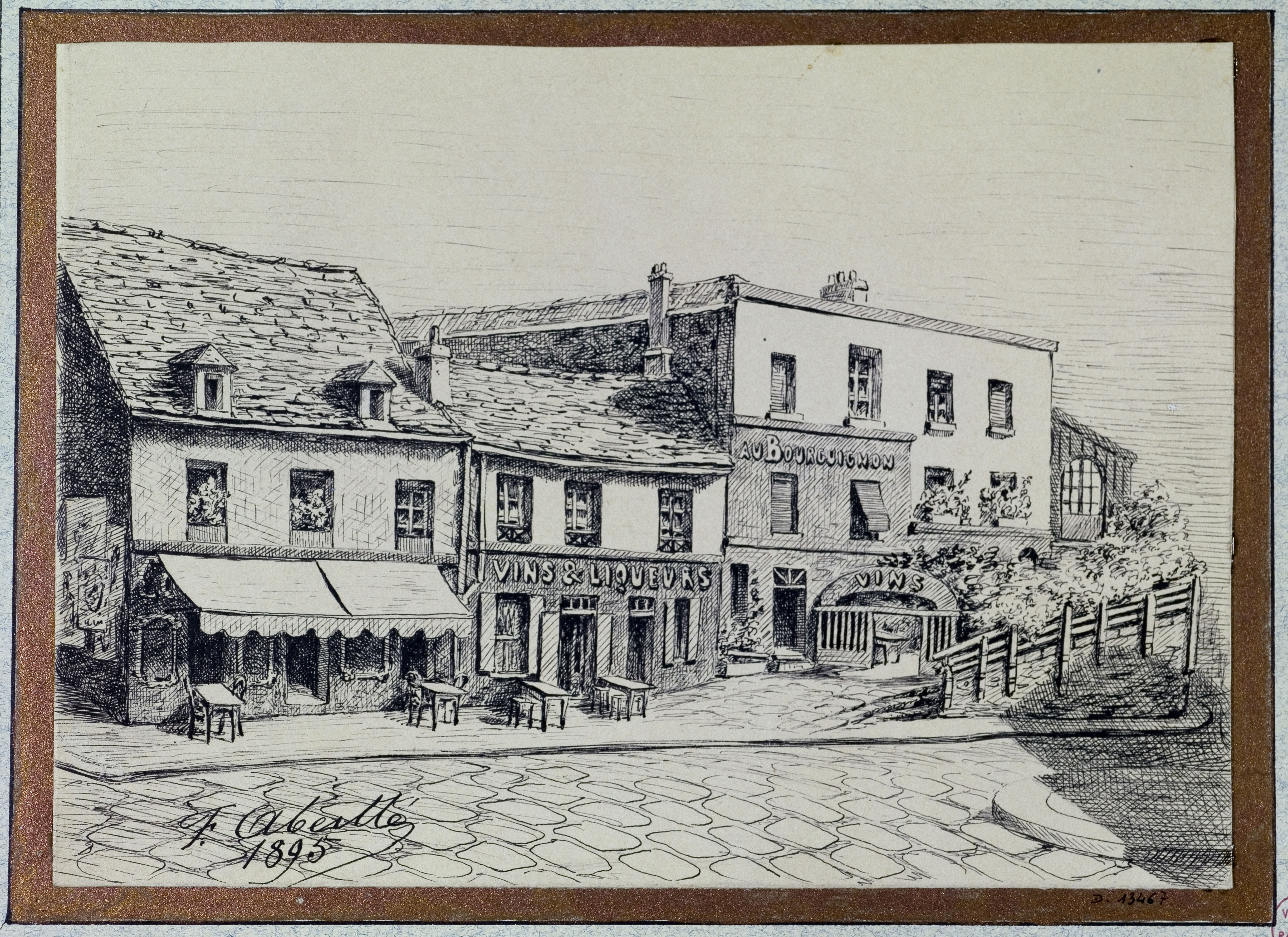
Le boulevard à l'angle de la rue du Moulin-des-Prés (1895).
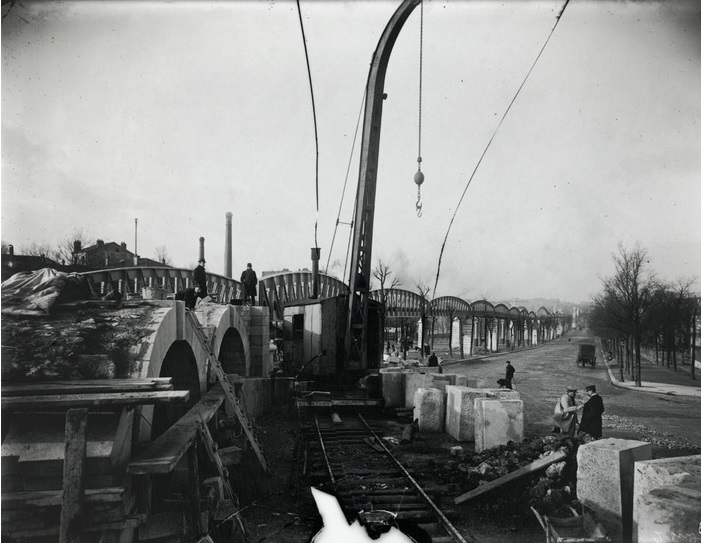
Construction de la ligne n°6 (1904).

Dans la nuit du 1er au 2 juin 1918, durant la Première Guerre mondiale, des bombardiers allemands lancent deux torpilles qui explosent aux nos 51-53 du boulevard Auguste-Blanqui et devant la station de métro Corvisart.

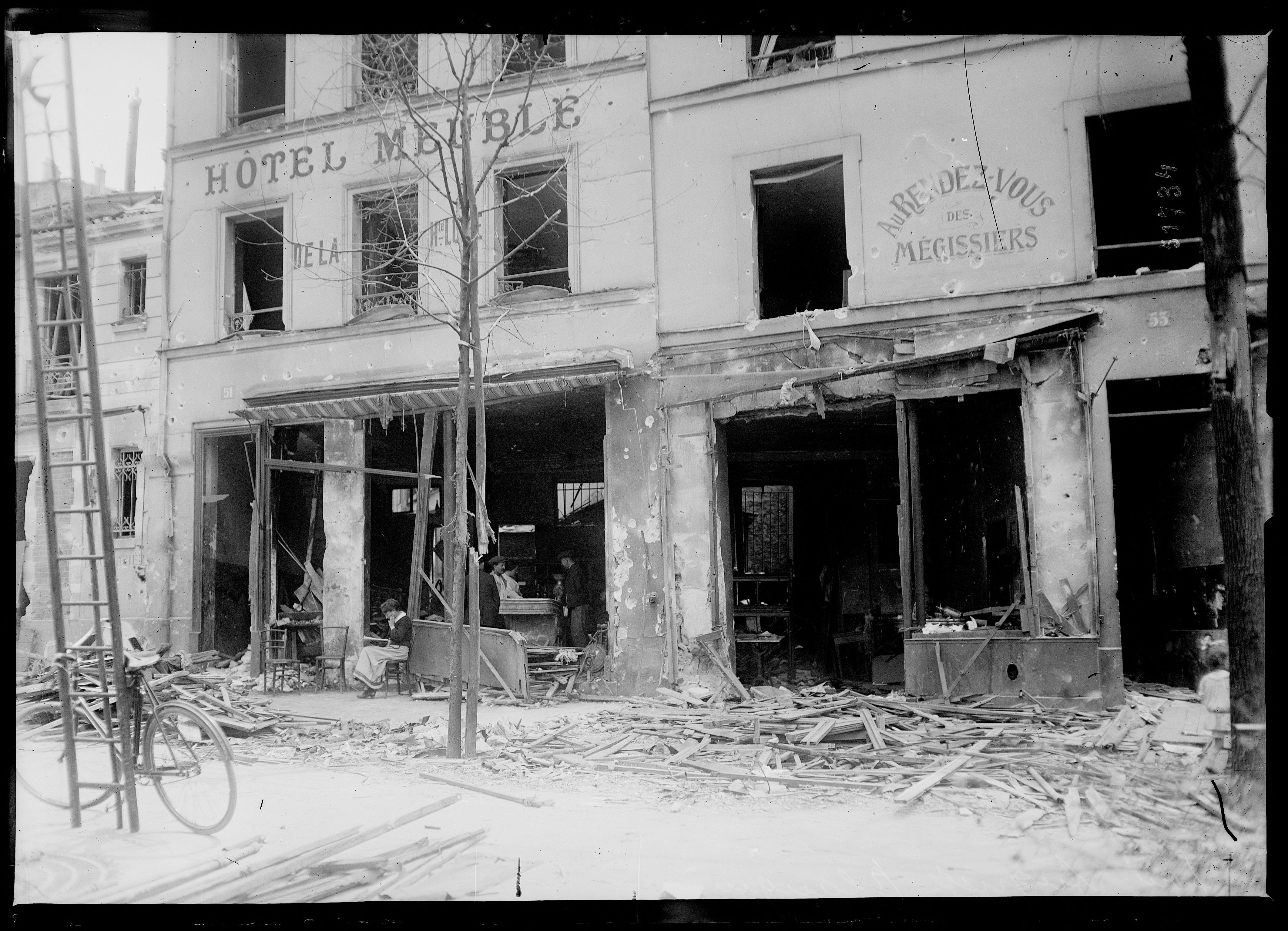
Les nos 51-53, boulevard Auguste-Blanqui après le bombardement du 2 juin 1918.
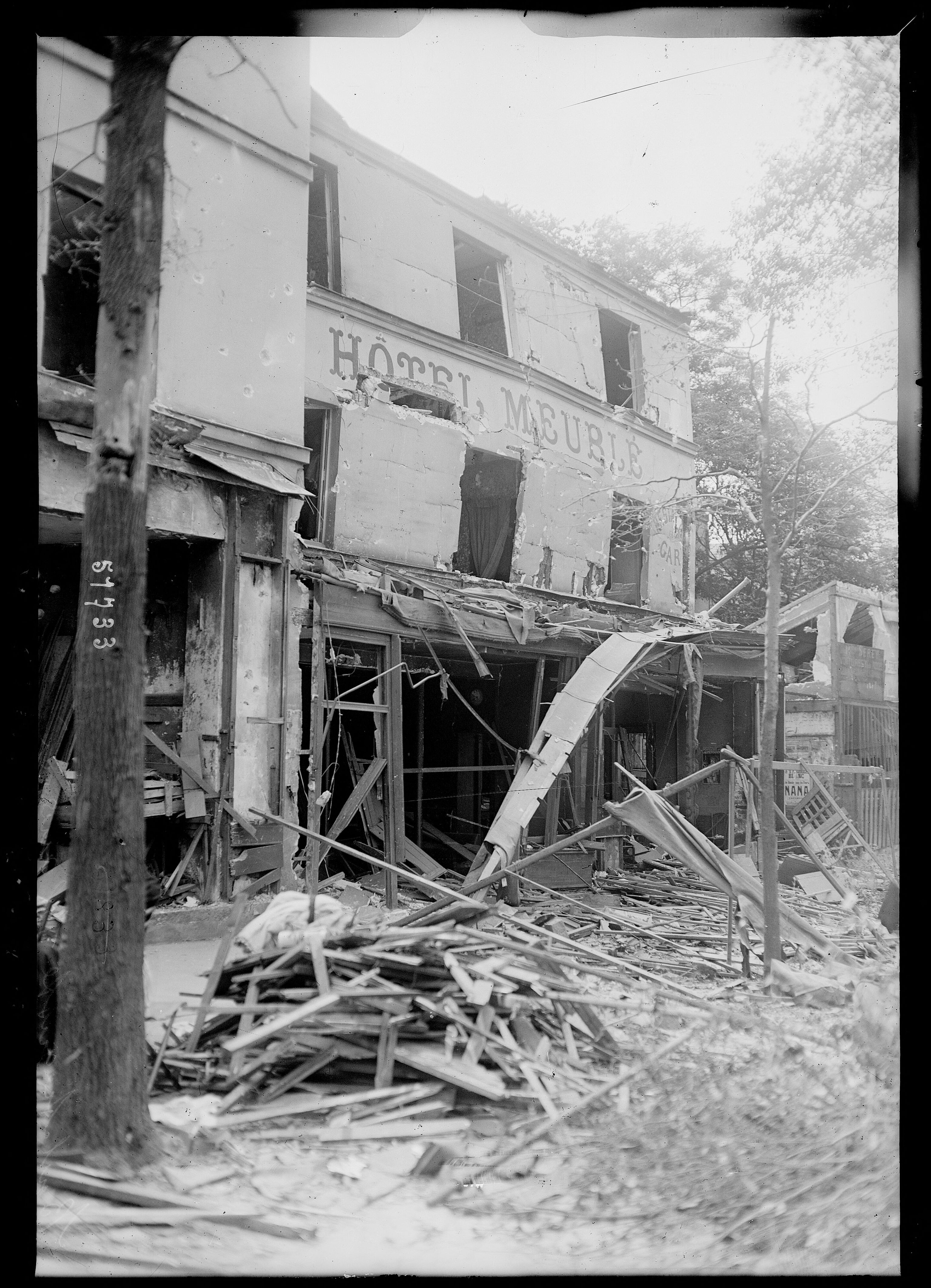
Les nos 51-53, boulevard Auguste-Blanqui après le bombardement du 2 juin 1918.
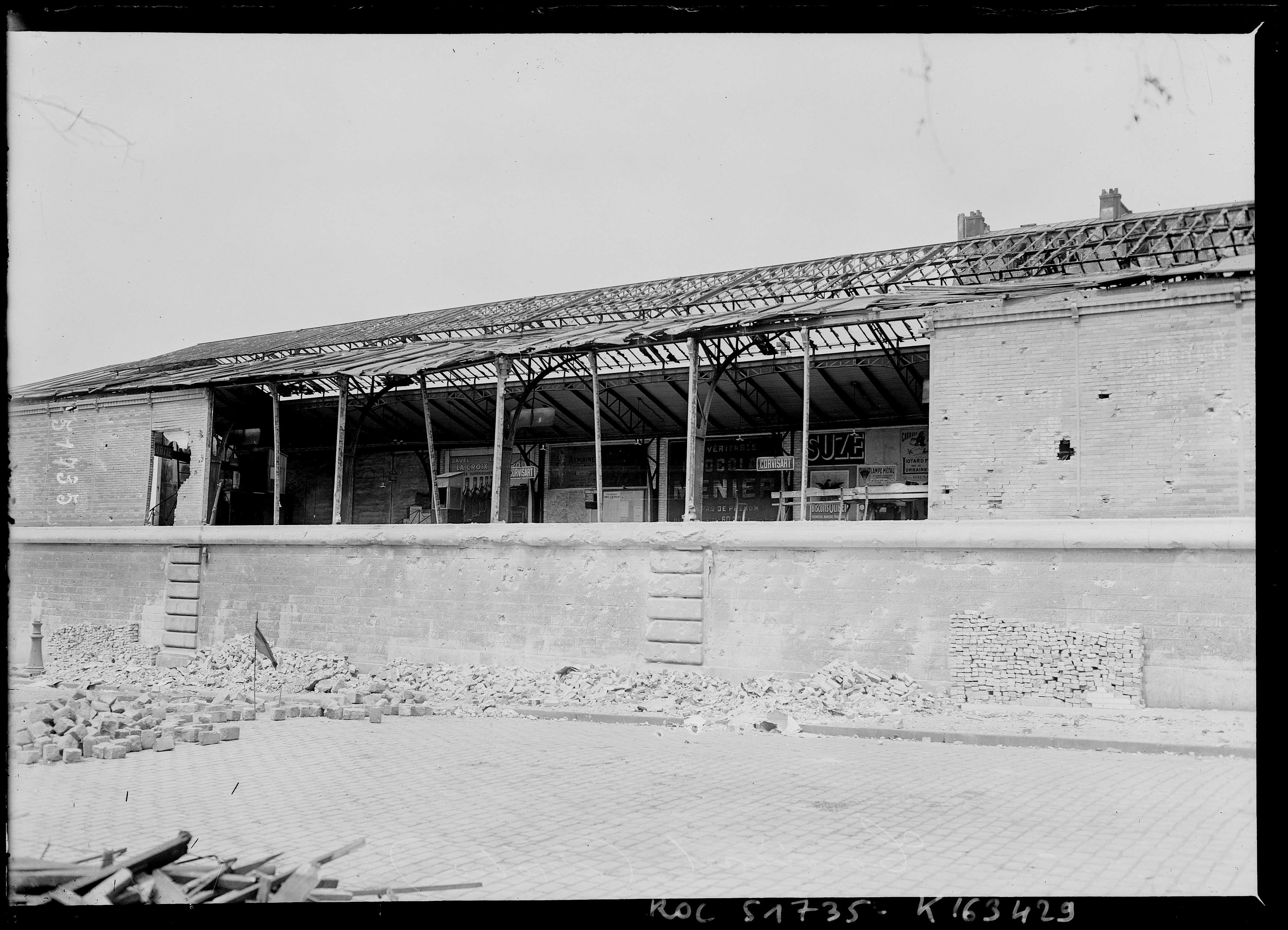
La station de métro Corvisart, située sur le boulevard Auguste-Blanqui après le bombardement du 2 juin 1918.
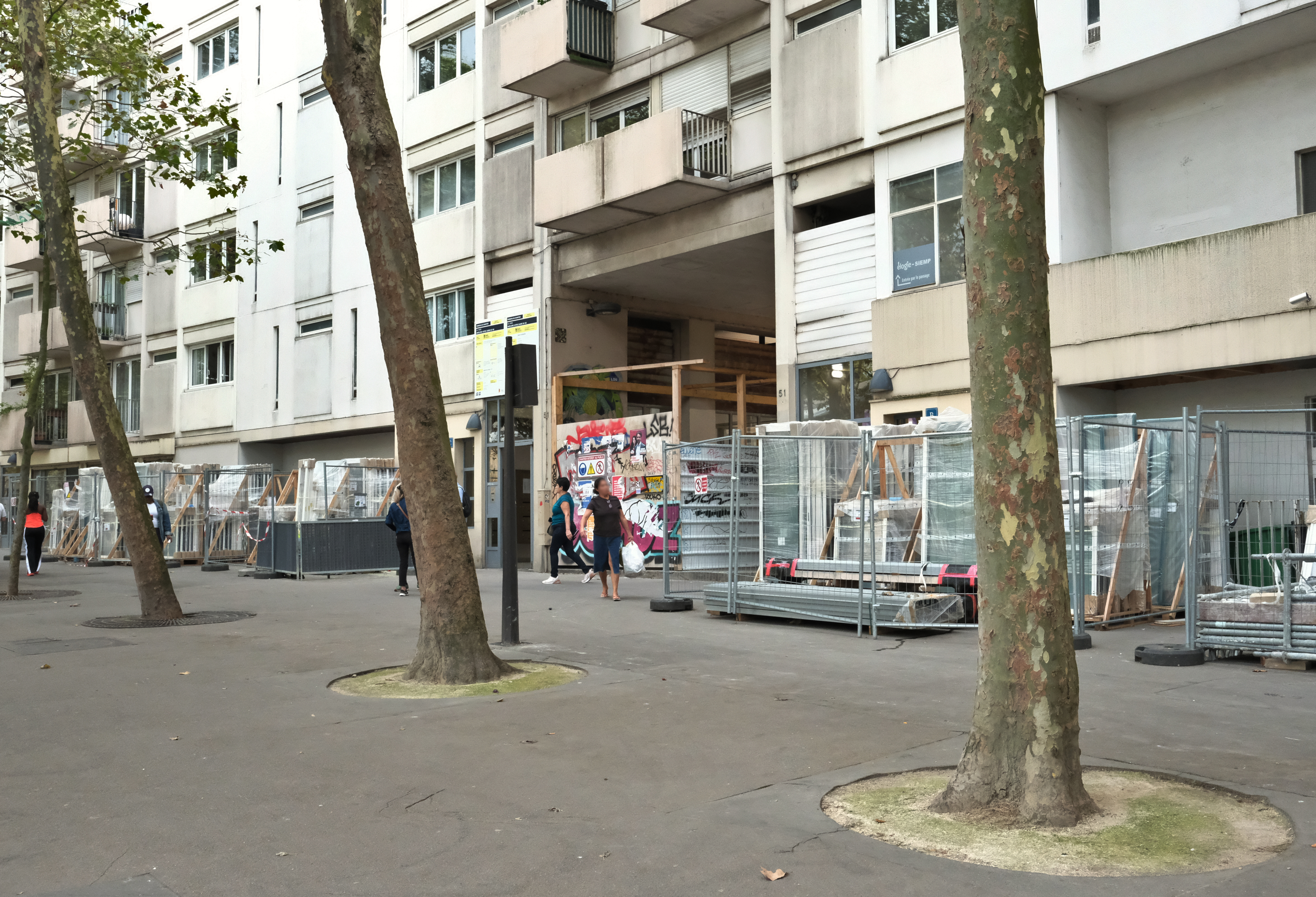
Le n°51 en 2024.

Le boulevard Auguste-Blanqui est souvent utilisé par le cinéma en raison de son viaduc où passe le métro[réf. souhaitée].

## Bâtiments remarquables et lieux de mémoire
Terre-plein central

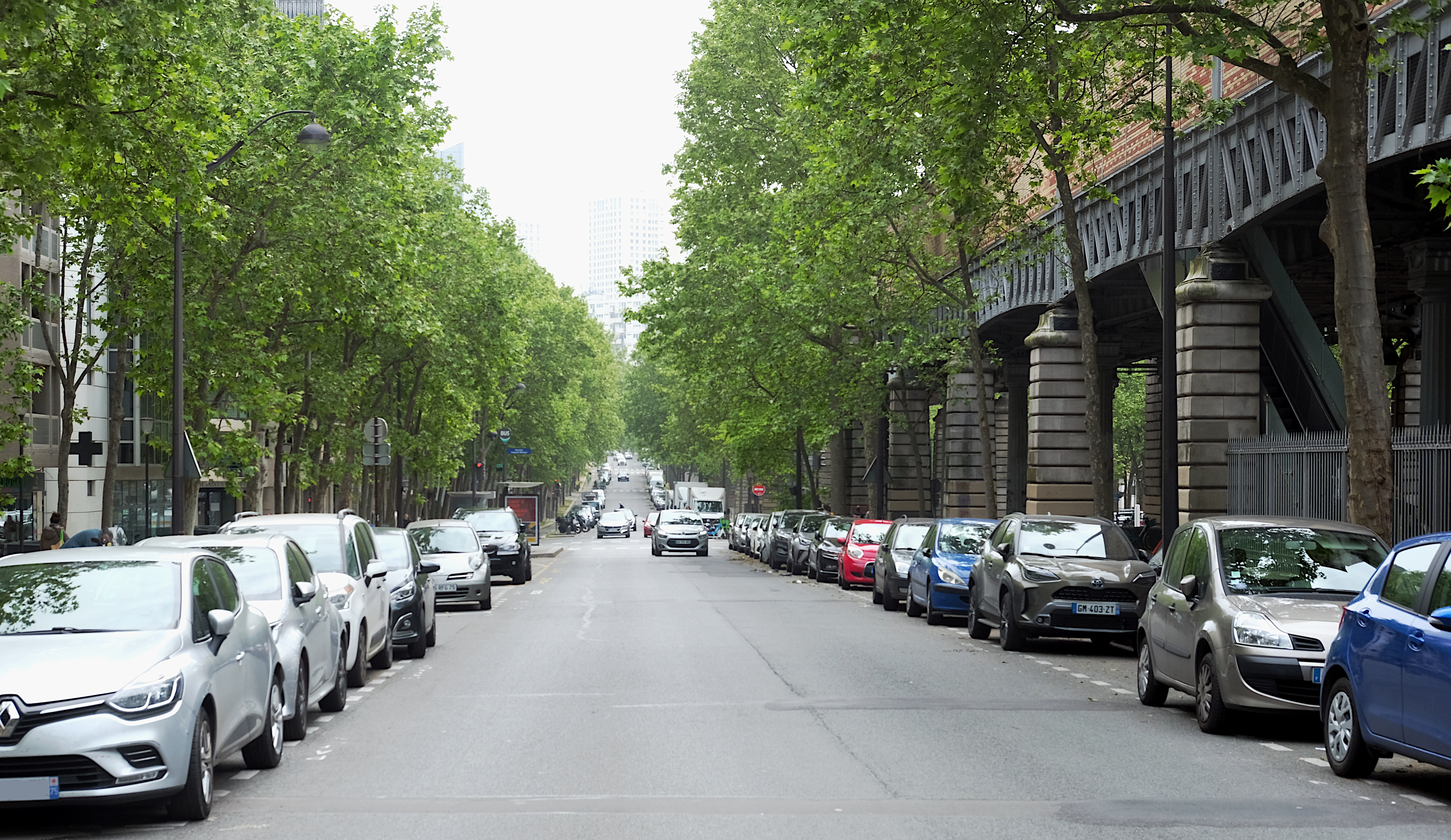
Demi chaussée nord du boulevard Auguste-Blanqui, avec la voie aérienne de la ligne de métro n°6 à droite sur le terre-plein central.

- Le terre-plein central du boulevard est actuellement surplombé sur la majeure partie de son parcours par le métro aérien de la ligne 6. Il abrite notamment un terrain de basket au niveau du croisement avec la rue de la Glacière ainsi qu'un boulodrome au niveau de la station de métro Corvisart.
- Proche de la place d'Italie, se trouve une stèle « Aux enfants du XIIIe arrt morts pour la France ».
- Un peu plus loin, un kiosque à musique.
- No 3 : emplacement de la première boucherie chevaline établie à Paris, en 1866[3].
- No 8 : en novembre 2024, la mosaïque de l’artiste Invader, la plus grande au monde, est installée sur le côté de l’immeuble. Elle est particulièrement visible depuis la place d'Italie[4].

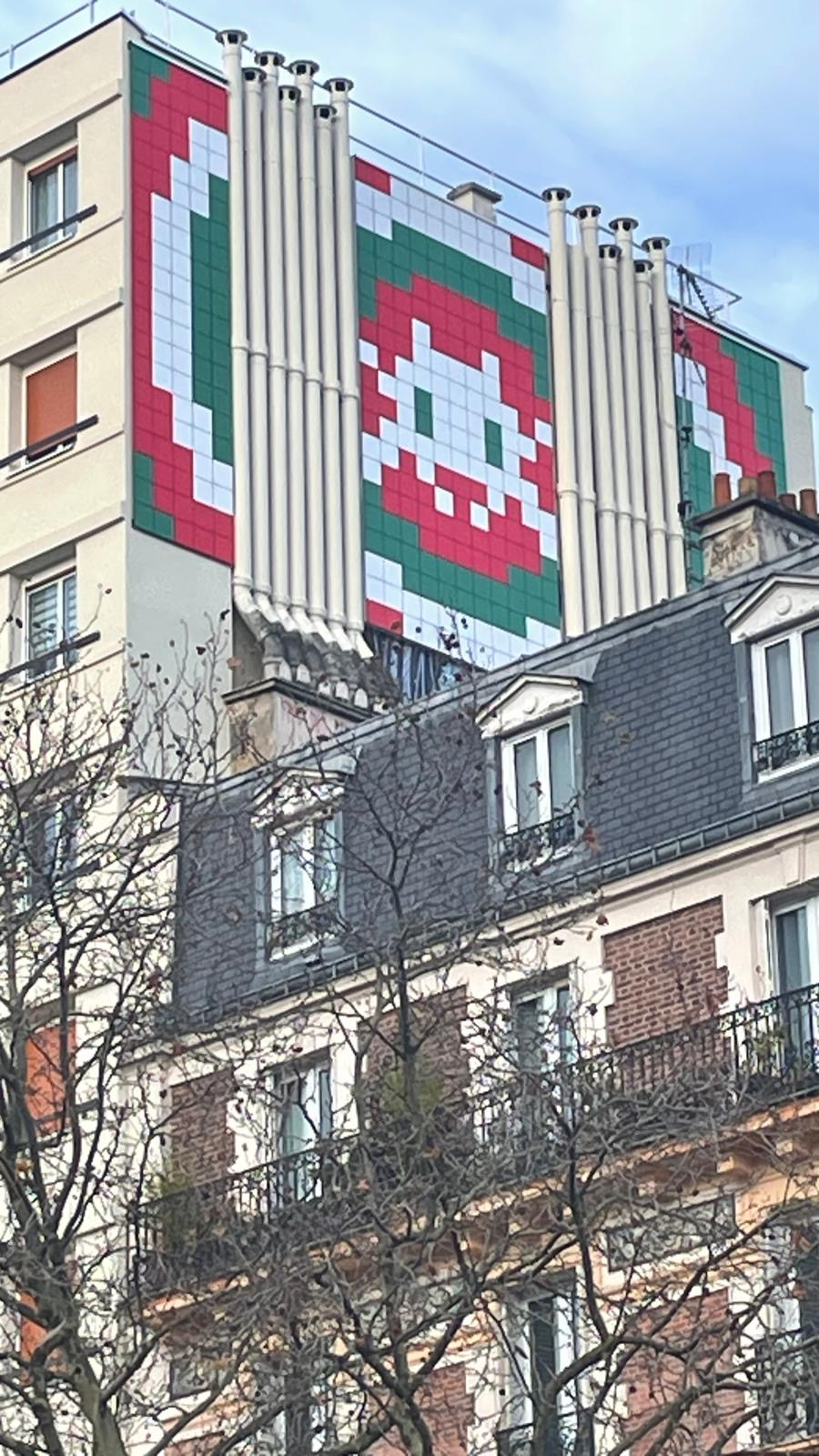
Space Invader, au no 8.

L’école Estienne
Au carrefour avec la rue Abel-Hovelacque se trouve l’école Estienne, nom traditionnel de l’École supérieure des arts et industries graphiques. L'école, fondée à l'initiative d'Abel Hovelacque, conseiller de Paris, a été inaugurée en 1896.
D'abord nommée École municipale du livre Estienne, d'après le nom de la célèbre famille d'imprimeurs du XVIe siècle, elle a pour objet l'enseignement professionnel des métiers du livre, dans tous leurs aspects pratiques et théoriques. Son but était de pallier la sous-qualification dans cette industrie naissante.
Les bâtiments en briques sont dus à l'architecte Manjot de Dammartin. Ils possèdent des corniches et des bandeaux en pierre, et sont couverts d'ardoises. La charpente de l'atelier des machines (1 200 m2) a été construite par les ateliers de construction Gustave Eiffel de Levallois-Perret, fondés par Gustave Eiffel.
- No 17 : emplacement de la fontaine marchande de Gentilly[5].

Hommage à Auguste Blanqui
- No 25 : sur la façade, une plaque commémorative rappelle qu’Auguste Blanqui vécut dans cette maison chez son ami Ernest Granger, au 5e étage, dans une petite chambre.

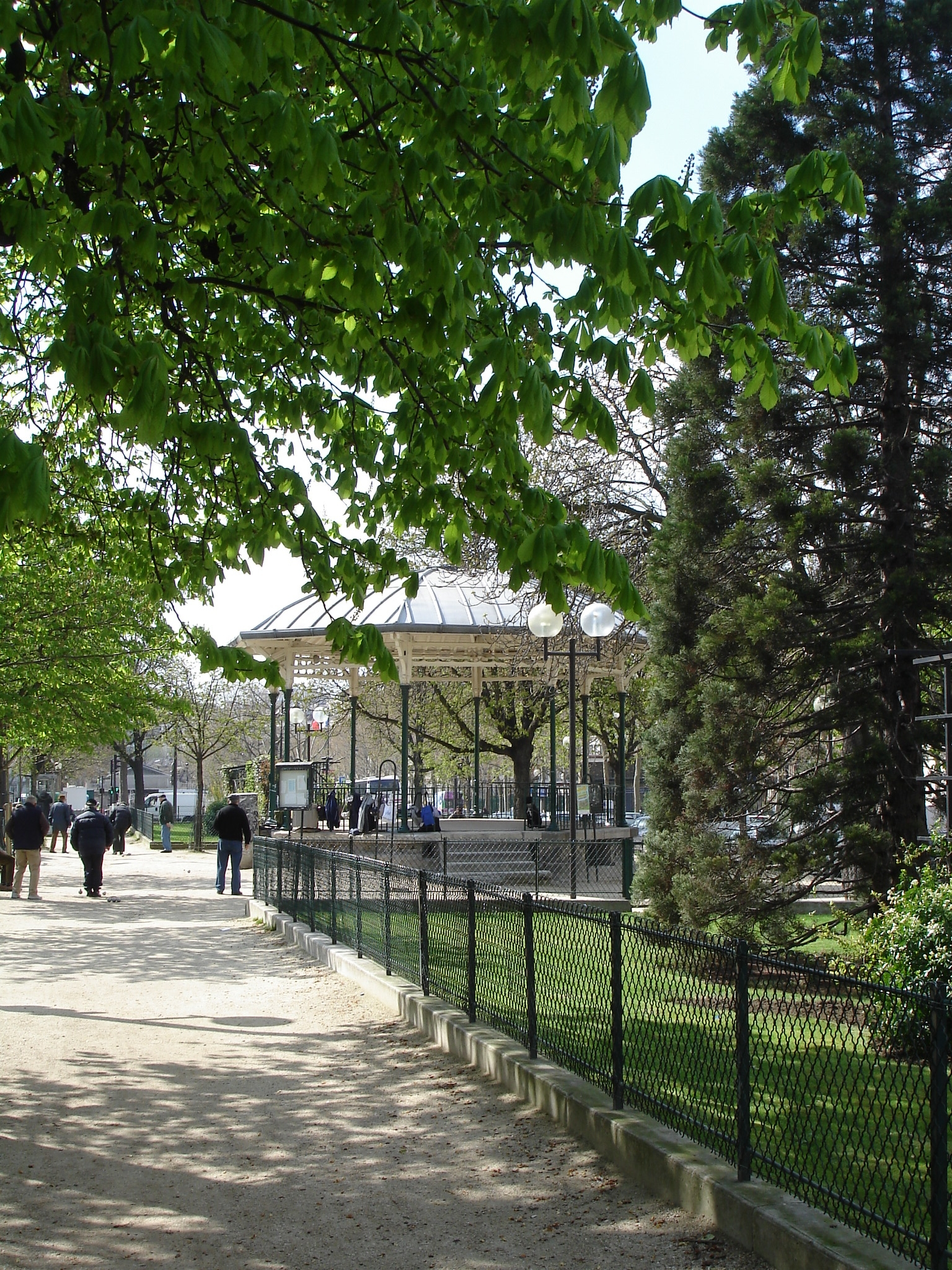
Le boulodrome et le kiosque à musique.
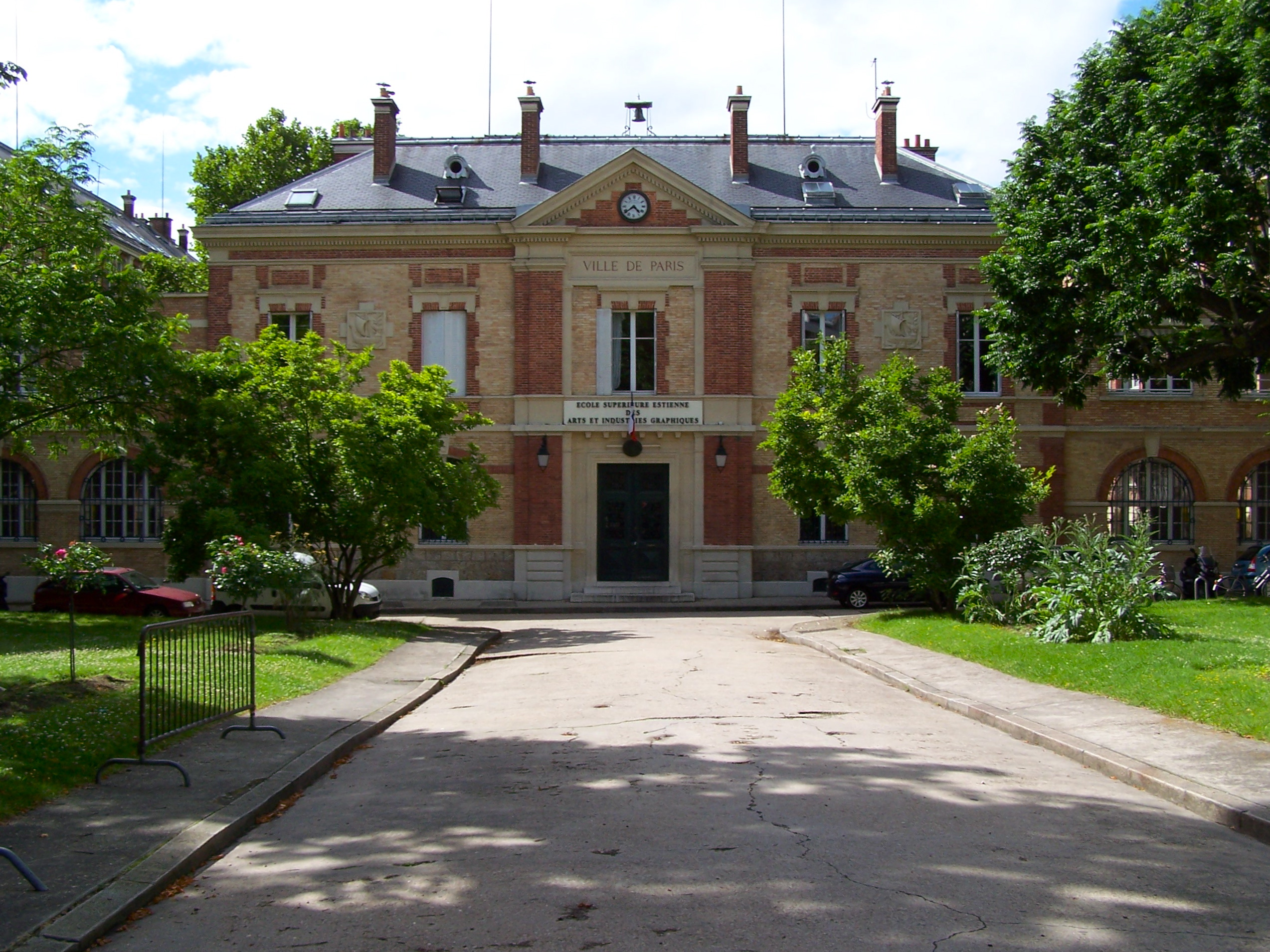
L’école Estienne.
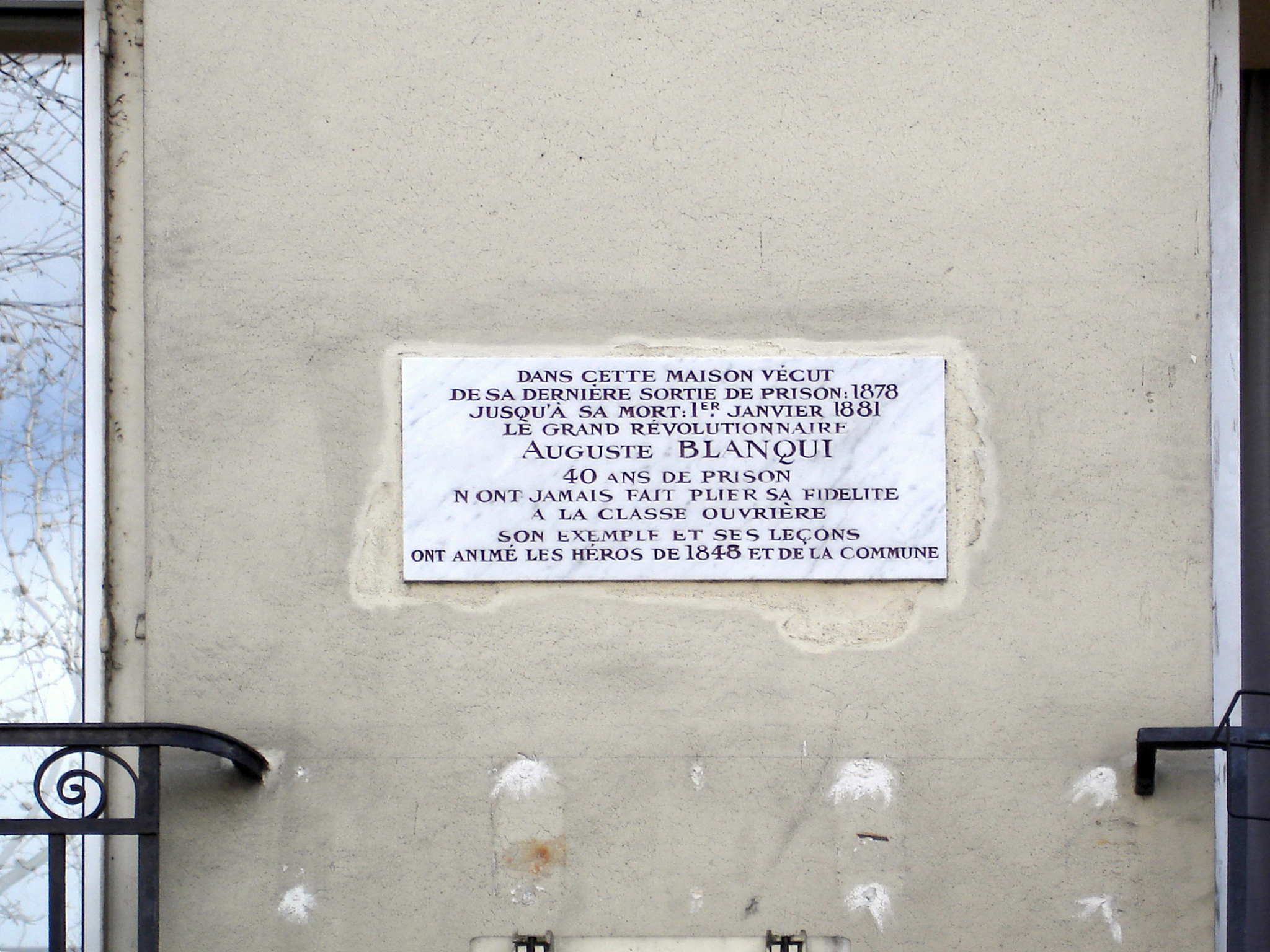
Plaque hommage à A. Blanqui.

L’église Sainte-Rosalie

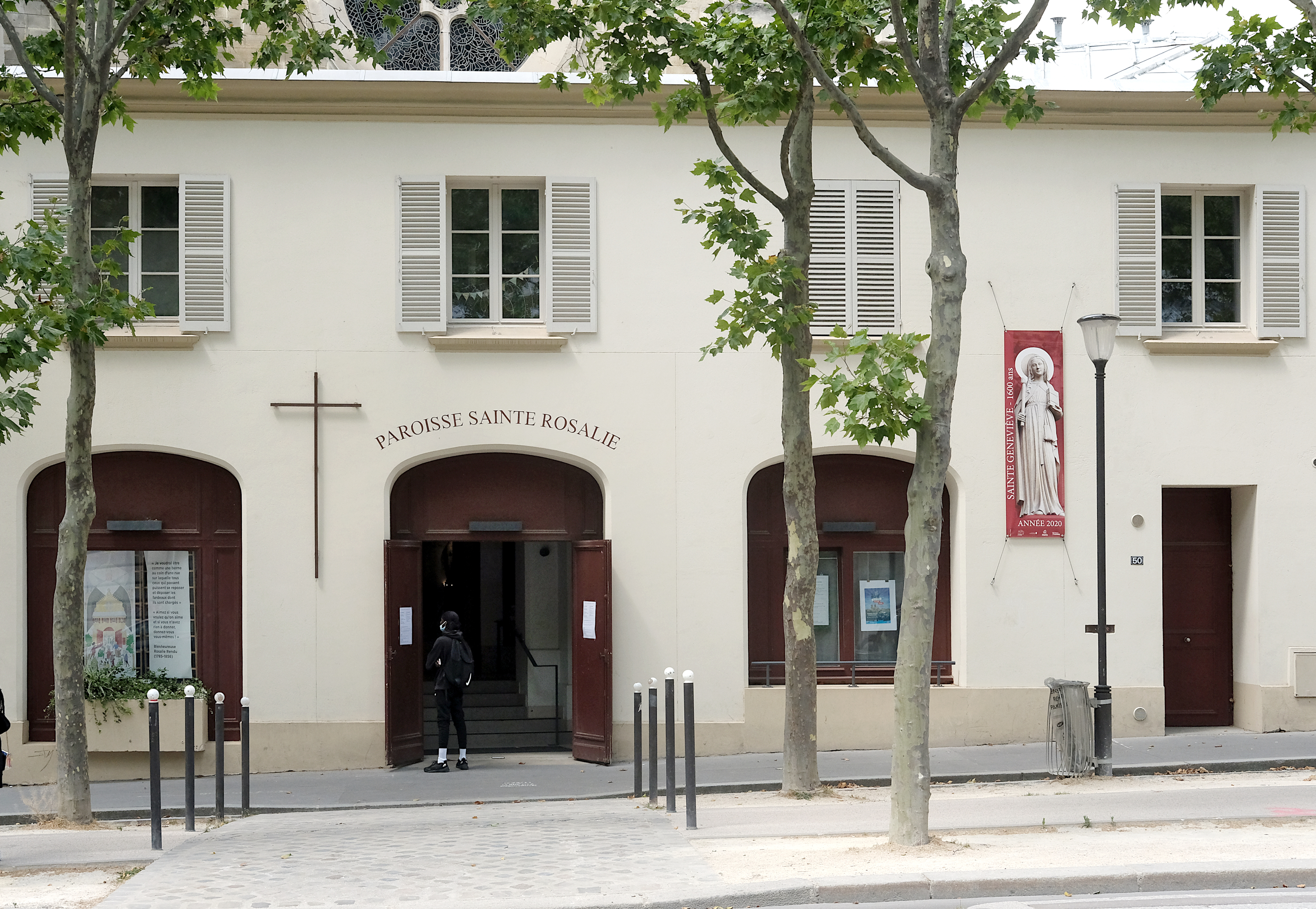
Entrée de l'église Sainte-Rosalie.

- No 50 : au carrefour de la rue Corvisart se trouve l’église Sainte-Rosalie, ainsi nommée en l'honneur de la sœur Rosalie, celle-là même qui a donné son nom à la courte avenue de la Sœur-Rosalie donnant place d'Italie, et qui fut des années durant au service du petit peuple du quartier, dans la première moitié du XXe siècle.
- No 51 : le peintre Christian Zeimert avait son atelier au treizième étage[6].

La folie Le Prestre de Neubourg

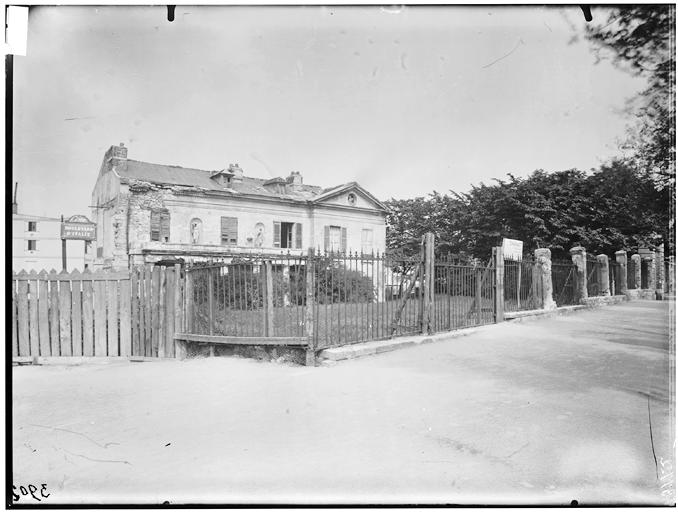
Vue de l'avant-corps de la folie en 1900, sur une photo d'Eugène Atget.

- No 68 : la folie Le Prestre de Neubourg. Entre la rue Corvisart et la rue Edmond-Gondinet s'élevait cet édifice, construit en 1762, par Peyre l'ancien pour le financier Le Prestre de Neubourg (receveur des finances de Caen et conseiller du roi). De style italien, elle comporte une façade ornée de quatre statues entre deux bâtiments d'angle carrés, prolongée par un péristyle ouvert. Abandonnés à la Révolution, ces bâtiments furent utilisés pendant le Premier Empire par les Hôpitaux de Paris comme buanderie, et servirent de cache aux contrebandiers qui utilisaient la Bièvre comme voie de communication pour entrer du tabac dans la ville. Auguste Rodin loua les lieux en 1886, y installa ses ateliers et y vécut avec Camille Claudel avant qu'elle ne parte s'installer quai de Bourbon. L'aile gauche du bâtiment fut démolie lors du percement de la rue Edmond-Gondinet (ouverte en 1898), et elle fut entièrement démolie en 1909. Le terrain primitivement au bord de la Bièvre fut remblayé pour le mettre au niveau du boulevard et vendu en plusieurs lots[7]. Une partie de ses boiseries se trouve au musée Rodin de Meudon[8].

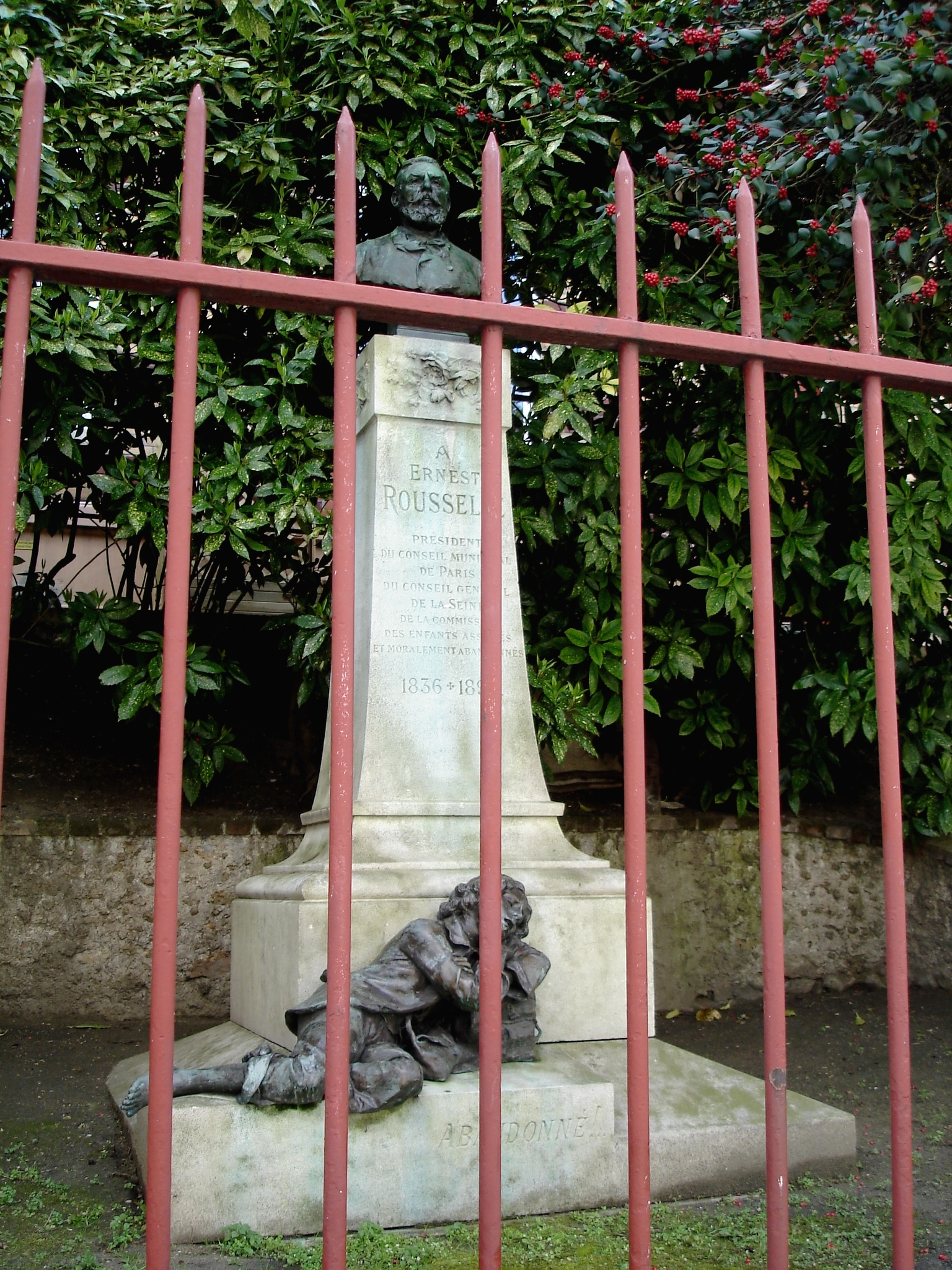
Statue en hommage à Ernest Rousselle.

- No 69 : devant la halte-garderie, un buste d'Ernest Rousselle (1836-1896), président du conseil général de la Seine, connu pour son action en faveur de l'enfance, veille sur un enfant abandonné.

Le Monde

La ligne aérienne 6 passant devant l'ancien immeuble du Monde.

- No 80 : en décembre 2006, pour les 60 ans de son premier numéro, le quotidien Le Monde installe son siège à cette adresse.
L'immeuble est l'ancien siège d'Air France, réaménagé par la société Bouygues d'après des plans de l'architecte Christian de Portzamparc. La façade représente une gigantesque fresque avec des colombes dessinées par Plantu, s'envolant sur des vers de Victor Hugo. L'ensemble est un hommage à la liberté de la presse.

Le bâtiment a été restauré à la suite du déménagement du Monde sur un autre site. 
No 94 : salle Colonne.
No 96 : paroisse et cathédrale orthodoxe Saint-Irénée, de l'Église catholique orthodoxe de France (non canonique).
La Maison du livre
Siège de la Chambre syndicale typographique parisienne, la Maison du livre accueille aussi, à partir de 1937, le Syndicat général du livre, ainsi que d'autres organismes liés à l'histoire et aux métiers du livre, comme l’Institut d'histoire sociale.
La Brasserie de Lutèce
- No 106 : jusqu'en 1984 se trouvait en cet endroit La Brasserie de Lutèce, la dernière à brasser de la bière dans Paris intra-muros. Les caves de cet établissement descendaient à 20 mètres de profondeur. Elle fournissait une autre brasserie située en haut du boulevard, près de la place d'Italie : La Brasserie de la Maison-Blanche.

Autre
No 103 : Théâtre 13.